# Новый Свет (усадьба)
Новый Свет — приморская усадьба винодела князя Льва Голицына на южном берегу Крыма, в окрестностях Судака (ныне территория посёлка Новый Свет). Центром усадьбы являлись две жилые постройки — господский дом, известный как «Большой дом » постройки 1880 года, ныне  дом-музей князя Л. С. Голицына в Новом Свете и дом для приезжающих, также известный как гостевой или «Башни» постройки 1879 года.

## История
В 1878 году Голицын приобрел урочище Парадиз, и в дальнейшем наладил там производство шампанского, существующее поныне, насадив виноградники и заложив глубокие погреба для выдержки вин. В 1912 году Л. С. Голицына в Парадизе посетил на яхте император Николай II с семьёй.
Существуют разные версии того, когда Парадиз был переименован в Новый Свет, по одной из легенд, которую можно услышать от местных гидов, это название выбрал император. По другой версии, урочище называлось так уже во времена Херхеулидзева.

## Постройки
Для своих нужд Голицын выстроил 2 масштабные постройки. Можно встретить утверждения, что в их проектировании участвовал московский архитектор Фёдор Шехтель.
Дом для приезжающих выстроен в центре современного посёлка, недалеко от него останавливается рейсовый автобус из Судака. Здание выстроено в популярном в дореволюционном Крыму мавританском стиле и представляет собой расположенные квадратом четыре трёхэтажные башни с зубчатыми крышами, соединённые с трёх сторон крыльями меньшей высоты, а с передней стороны зубчатой стеной с воротами, в единую монументальную постройку. Ворота оформлены пилонами в форме стилизованных минаретов и ведут в камерный внутренний двор. Сегодня здание занято под жилые, офисные и административные помещения, обвешано рекламой и облеплено разнокалиберными пристройками.
Господский дом находится ближе к краю поселка - там, где к нему подступают горы. Парадный фасад в восточном стиле напоминает переднюю часть балканской базилики, но дополнен террасой с перилами из резного дерева. Ныне в здании находится музей виноделия и виноградарства, посвящённый князю Льву Голицыну и развитию виноделия в Новом Свете..
- Герб поселка Новый Свет с изображением гостевого дома князя Голицына